# Stinking Bishop

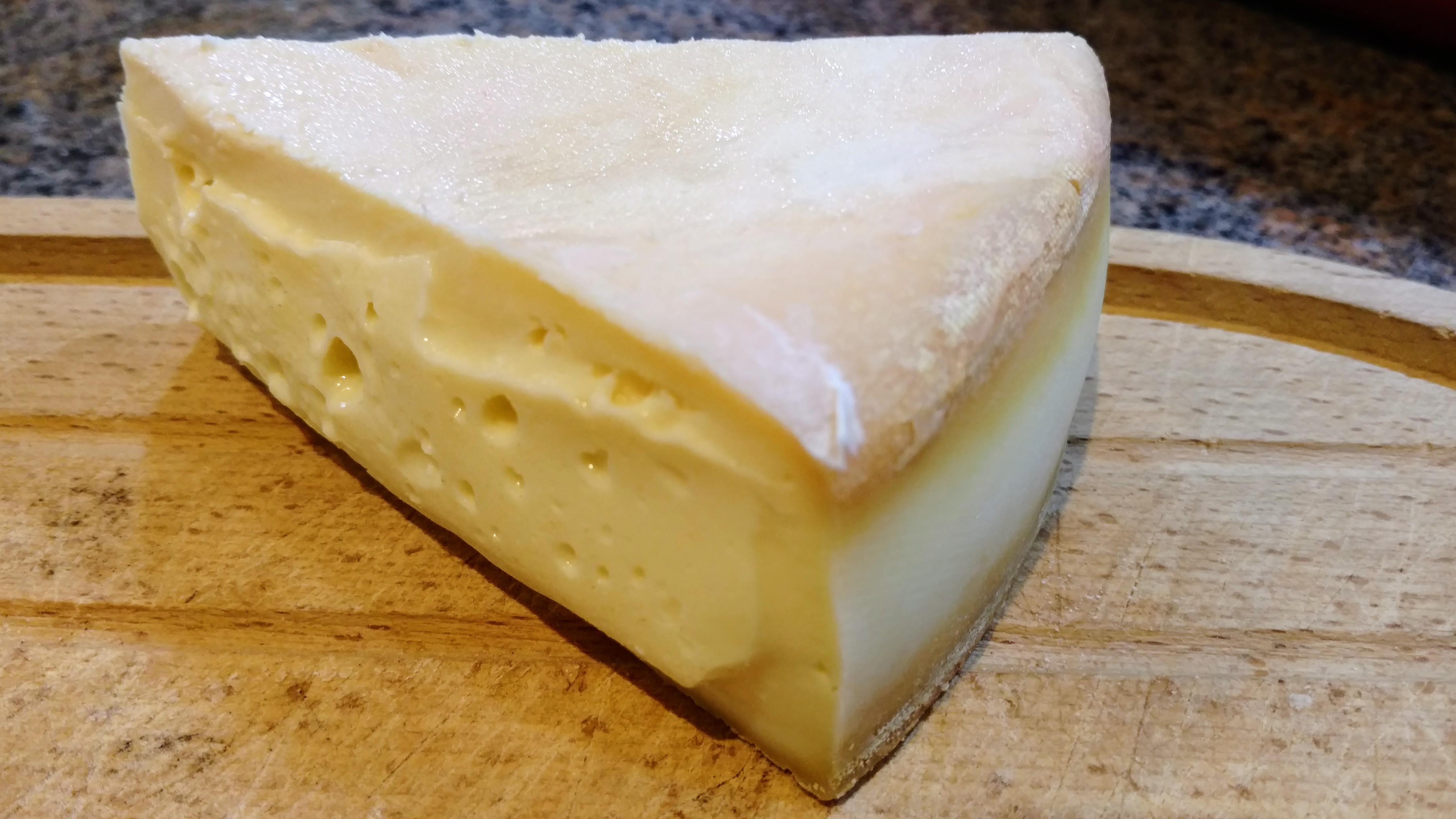
Stinking Bishop

Der Stinking Bishop (Stinkender Bischof) ist ein englischer, intensiv riechender Käse.

## Geschichte
Charles Martell bewahrte in den 1970er Jahren fast im Alleingang die nahezu vergessene, nach der gleichnamigen Stadt benannte Rinderrasse Gloucester vor dem Aussterben. Um ihre Gefährdung publik zu machen, stellte er aus deren Milch Käse her, wegen der gestiegenen Nachfrage kauft er inzwischen auch Milch von Friesen-Kühen zu. Der Stinkende Bischof geht auf einen Käse mit gewaschener Rinde zurück, der früher auf Martells Land von Zisterziensermönchen produziert wurde. Der Name ist zwar treffend – der Käse stinkt tatsächlich –, namensgebend ist jedoch die gleichnamige, lokale Birnensorte, aus der man Perry, einen Most herstellt, mit dem die Rinde gewaschen wird.

## Herstellung
Der Bruch aus pasteurisierter Milch tropft ab, wird aber ungeschnitzelt in die flache Form gegeben. Um den Feuchtigkeitsgehalt zu erhöhen und den erwünschten Bakterienwuchs auf der Rinde zu fördern, gibt man Salz erst nach dem Entfernen der Form hinzu. Der Käse reift sechs bis acht Wochen und wird dabei öfters mit Perry gewaschen. Die Käselaibe werden mit einem Streifen Buchenholz gebunden, der dem Käse holzige Aromen verleiht.

## Genuss
Ähnlich dem Époisses hat er eine essbare, klebrig-gelborange Rotkultur-Rinde und einen weichen, mit zunehmender Reifung fast zerlaufenden Teig, der zu bestimmten Jahreszeiten härter und krümeliger ist. Der Geschmack ist kräftig, aber weniger streng als der Geruch.

## Beschreibung
Nach Herstellerangaben:
- Größe: 22 cm Durchmesser, 4,5 cm Höhe
- Gewicht: 1,8 kg
- Fett i. Tr.: 48 Prozent
- Saison: Ganzjährig
- Erhältlich: Ganzjährig
- Region: Gloucestershire

## Rezeption
Im Film Wallace & Gromit – Auf der Jagd nach dem Riesenkaninchen wird der Käse benutzt, um den Käseliebhaber Wallace von den Toten zu erwecken. Dadurch stieg die Nachfrage in erheblichem Umfang.